# 米奇利亚诺
米奇利亚诺（義大利語：Micigliano），是意大利列蒂省的一个市镇。总面积37.44平方公里，人口144人，人口密度3.8人/平方公里（2009年）。ISTAT代码为057037。